# Alinza banianoides
Alinza banianoides là một loài bướm đêm trong họ Erebidae.